# Schilde Diabolos Rugbyclub
Schilde Diabolos Rugbyclub is de rugbyploeg van de gemeente Schilde, die aangesloten is bij Rugby Vlaanderen en uitkomt in de tweede nationale divisie van Rugby Belgium. De club werd opgericht in 1991. 
De damesclub speelt in de tweede divisie A. Het was de derde club in België die een ploeg had in elke leeftijdscategorie. In 2002 werd onder leiding van Alex Michiels een rugbyschool opgericht.
Titels:
- kampioenstitel 4de divisie (1994-'95)
- finalist Beker van Vlaanderen (1999-'00)
- kampioenstitel 4de divisie (2002-'03)
- winnaar Beker van België (2004-'05)
- kampioenstitel 1ste regionale (2008-'09)
- Kampioenstitel 3de Nationale divisie - 1ste ploeg (2023-2024)
- Kampioenstitel 3de Nationale divisie - Beloften (2023-2024)

Reeds verschillende spelers werden gekwalificeerd voor de nationale ploeg.